# Paladin
Paladin fue un grupo de seguridad privada constituido en España por los agentes nazis Gerhard Hartmut von Schubert y el profesor Johannes von Levers, creado para ayudar a la Dirección General de Seguridad en la neutralización de las acciones de la oposición antifranquista y reclutar mercenarios y especialistas en contraguerrilla con el objeto de afrontar los movimientos de liberación nacional del tercer mundo. La agencia, que tenía su sede en la calle Albufereta n.º 9 de Alicante, y que contaba con filiales en Zúrich, Ginebra, París, Bruselas, Roma y Londres, reclutaba a exnazis y antiguos miembros de la OAS, cuyos miembros, acosados por los barbouzes gaullistas se habían refugiado en la década de 1960 en España bajo la protección del gobierno franquista o en Italia con el apoyo de dirigentes misinos como Filippo Anfuso y Giorgio Almirante.